# Renzo Pecchenino

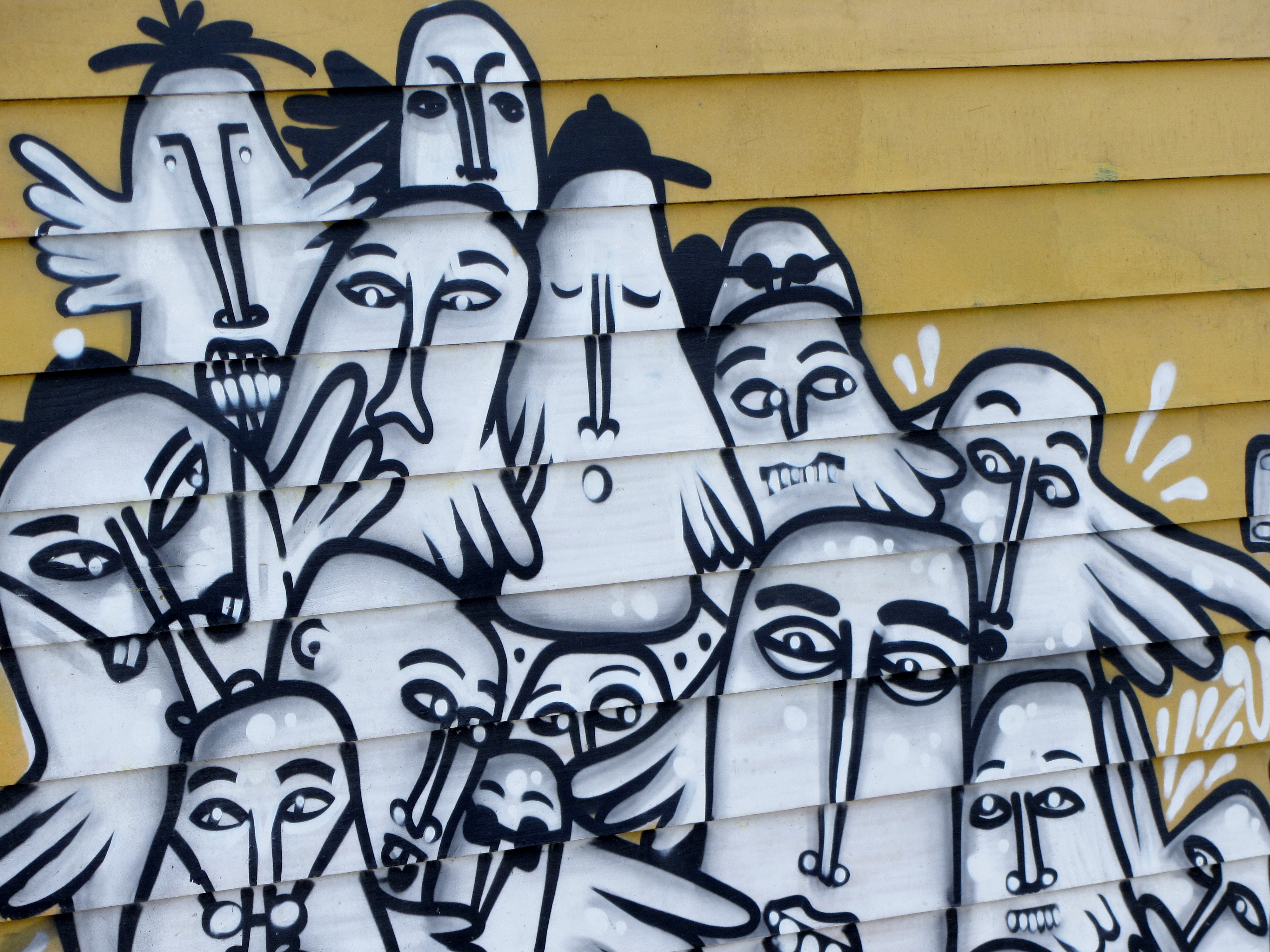
Graffiti nach Skizzen von Lukas (2015)

Renzo Pecchenino (* Ottone, 1934; † Viña del Mar, 1988) war ein chilenischer Karikaturist.

## Biografie
Er kam etwas über ein Jahr mit seinen Eltern nach Chile und ließ sich im Hafen von Valparaíso nieder. Dort studierte er Architektur an der Katholischen Universität von Valparaíso, eine Karriere, die das Produkt des Todes seines Vaters hinterließ, und widmete sich dann dem Zeichnen. Im Jahr 1958 begann er als Karikaturist in der Zeitung La Unión de Valparaíso zu arbeiten, wo er begann, das Pseudonym LUKAS zu verwenden. Im April 1964 heiratete er María Teresa Lobos Koyck, mit der er fünf Kinder hatte: Giulio, Antonella, Daniella, Renzo und Franco. 1966 begann er für El Mercurio de Valparaíso zu ziehen, um dann nach El Mercurio und La Segunda de Santiago zu ziehen. Er arbeitete für nationale und ausländische Publikationen, für Correos de Chile und arbeitete für Werbung und Fernsehen. Im Jahr 1967 schuf er seine berühmteste Figur, Don Memorario, auf den Seiten von El Mercurio, wo er die nationalen Ereignisse kommentierte. 1981 erhielt er den Nationalen Preis für Journalismus und am 1. April 1987 die chilenische Nationalität aus Gnade. Er starb im folgenden Jahr an Krebs.